# Sendangharjo (Tuban)
Sendangharjo is een bestuurslaag in het regentschap Tuban van de provincie Oost-Java, Indonesië. Sendangharjo telt 3342 inwoners (volkstelling 2010).